# KP Media
KP Media est une maison d'édition ukrainienne qui publie plusieurs magazines, dont Korrespondent, Novynar, un journal de langue anglaise, Kyiv Post, et possède plusieurs sites Internet.

## Historique
KP Media est fondé en septembre 1995 par l'Américain Jed Sunden, et sa première publication fut Kyiv Post, dont il tire son nom (KP).
KP Media a vendu Kyiv Post à Mohammad Zahoor, le mari de la chanteuse pop ukrainienne Kamaliya, le 28 juillet 2009,.